# Leptonema huismanae
Leptonema huismanae är en nattsländeart som beskrevs av Munioz-quesada 1997. Leptonema huismanae ingår i släktet Leptonema och familjen ryssjenattsländor. Inga underarter finns listade i Catalogue of Life.